# Flugunfall einer Canadair CL-600 von Canadair bei Mojave
Der Flugunfall einer Canadair CL-600 von Canadair bei Mojave ereignete sich am 3. April 1980. Dabei stürzte eine Canadair CL-600-1A11 Challenger 600  bei einem Testflug der Canadair nach einem Kontrollverlust mit Deep Stall zu Boden, wobei weder der Anti-Spinfallschirm noch der Rettungsfallschirms eines der Piloten ordnungsgemäß funktionierten. Ein Besatzungsmitglied starb infolge der Ereignisse.

## Flugzeug
Die CL-600, die ein unabhängiger Entwurf von Bill Lear aus dem Jahr 1976 war, der sieben Jahre zuvor als Vorsitzender von Lear Jet zurückgetreten war, wurde ursprünglich als LearStar 600 bezeichnet. Bevor ein erster Prototyp der Maschine starten konnte, verkaufte er die exklusiven Rechte zur Herstellung und Entwicklung des Designs an Canadair, das die Maschine in CL-600 Challenger umbenannte.
Die Montage der ersten gebauten Canadair Limited CL-600 mit der Modellseriennummer 1001 und dem Luftfahrzeugkennzeichen C-GCGR-X begann im September 1977. Der Erstflug mit der Maschine am 8. November 1978, in Montreal, Québec, Kanada war gleichzeitig der Erstflug dieses Flugzeugtyps. Im Dezember 1978 wurde das Flugzeug für eine Reihe von Flugtests nach Mojave gebracht. Zum Zeitpunkt des Unfalls war diese Maschine ein Jahr und fünf Monate alt. Das zweistrahlige Geschäftsreiseflugzeug war mit zwei Mantelstromtriebwerken des Typs Avco Lycoming ALF-502L ausgestattet.

## Insassen
An Bord der Maschine befanden sich der 52-jährige Flugkapitän Eric Norman Ronaasen, der 39-jährige Erste Offizier David Gollings und der 33-jährige Flugingenieur Bill Scott. Flugkapitän Ronaasen, der die Maschine zum Unfallzeitpunkt steuerte, verfügte über 7.782 Stunden Flugerfahrung, von denen er 468 Stunden im Cockpit der Canadair CL-600 absolviert hatte. Ronaasen und Golings waren Angestellte von Canadair, während Scott ein Angestellter von Flight Systems Inc. in Mojave war.

## Unfallhergang
Am Morgen des 3. April 1980 wurde mit der Maschine ein Testflug vom Flughafen Mojave in Kalifornien aufgenommen. Im Rahmen des routinemäßigen Testfluges sollte das Flugverhalten der Maschine bei Strömungsabrissen in verschiedenen Konfigurationen bewertet werden. Identische Testflüge waren mit der Maschine bereits etliche Male zuvor geflogen worden. Die Besatzung beabsichtigte, an diesem Tag ein Geräusch näher zu untersuchen, welches bei früheren Strömungsabrissen aufgetreten war.
Während eines Strömungsabrisses erhöhte sich in einer Flughöhe von 17.000 Fuß der Anstellwinkel der Maschine über den zulässigen Maximalwert von 34 Grad. Es kam daraufhin zum Deep Stall. Als letzten Versuch, die Maschine wieder unter Kontrolle zu bekommen, aktivierten die Piloten den Anti-Spin-Fallschirm, welcher zwar ausfuhr, sich jedoch nicht ordnungsgemäß aufspannte. Gollings und Scott sprangen daraufhin durch die hintere Tür mit ihren Fallschirmen von der Maschine ab. Ronaasen sprang aus der seitlichen Tür ab, sein Fallschirm versagte jedoch, sodass er beim Aufprall auf dem Boden starb. Die Maschine stürzte um 09:10 Uhr bei dem Dorf Cantil zu Boden und brannte nach dem Aufprall aus.

## Folgen
Flugkapitän Ronaasen wurde bei dem Unfall getötet. Der Erste Offizier Gollings zog sich einen Knöchelbruch zu. Der Flugingenieur Scott blieb unverletzt.

## Unfalluntersuchung
Die Unfalluntersuchung wurde durch das National Transportation Safety Board geführt. Die Ermittler stellten vier unabhängig voneinander aufgetretene technische Ausfälle fest, von denen sich drei an dem betroffenen Flugzeug bereits zuvor ereignet hatten. Einer dieser Defekte, ein Ausfall des linken Triebwerks, hatte sich in den vorausgegangenen sieben Monaten elfmal ereignet. Als wahrscheinliche Hauptursache des Unfalls wurde ein Problem mit der Anstellwinkelanzeige angegeben, welches durch einen Fehler in den Dichtungen des Hydrauliksystems verursacht worden war.
Das CL-600-Design wurde 1980 sowohl von Transport Canada als auch von der Federal Aviation Administration für den Flug zertifiziert, wobei beide einige Einschränkungen für die Piloten enthielten, einschließlich eines begrenzten maximalen Startgewichts. Anschließend wurde ein umfangreiches Programm zur Gewichtsreduzierung des Flugzeugs durchgeführt, um die Reichweite des Flugzeugs zu verbessern.
Monate nach dem Unfall analysierte ein Flugingenieur Computerdaten von Maschinen des Typs CL-600 und kam dabei zu dem Schluss, dass das Geräusch, welches bei den Strömungsabrisstests überprüft werden sollte, durch ein Triebwerksproblem verursacht wurde.